# Джон Гелм
Джон Гелм (англ. John Helm МФА: [ˈjohn ˈhɚlm ]) — спортивний коментатор. Народився 8 липня 1942 року в містечку Байлдон (Йоркшир, Англія). Офіційний голос трансляцій матчів ФІФА Чемпіонату Світу та UEFA Чемпіонату Європи (зокрема, головний коментатор Євро 2012 на НСК Олімпійському у м. Києві). Часто працює на таких видах спорту як гольф, крикет, а також часто коментує лігу регбі.

## Початок кар'єри
Джон розпочав працювати журналістом у місцевих газетах у 1959 році. Згодом він потрапив до BBC Radio Leeds, і в 1974 році був обраний з-поміж інших ведучих коментатором Ігор Британської Співдружності в Крайстчерч, Нова Зеландія. Після цього він увійшов до складу ведучих BBC Radio Sport.

## Професійна діяльність
На каналі ITV для Джона Гелма відвели незначну роль під час проведення ЧЄ-1996 на його батьківщині, в Англії. А прихід на телеканал Петера Друри у 1998 році означав, що і Чемпіонат Світу, який проходив у Франції Джон змушений пропустити. Але він продовжує працювати на ITV, висвітлюючи спортивні події Йоркширського регіону, хоча не обмежується лише ними. Його часто можна було почути у трансляціях з матчів англійської Прем'єр ліги та Ліги чемпіонів. Як фрилансер, працював також із телеканалом Євроспорт (Британія).
У 2002 році ФІФА запрошує Джона у число своїх коментаторів на Чемпіонат Світу, який приймали Корея та Японія. Там він ставить власний рекорд — вперше коментує 39 із 64 матчів на одному турнірі.
Таку ж роль йому доручили на ЧС-2006 у Німеччині, та кількох інших подіях. Окрім цього, він входить в п'ятірку основних футбольних коментаторів ФІФА.
У 2010 році весь світ почув одного з найкращих англомовних коментаторів ФІФА на трансляціях поєдинків Чемпіонату Світу у ПАР.
У 2012 році на запрошення УЄФА Джон Гелм веде трансляції Чемпіонату Європи з Олімпійського стадіону у місті Києві, виконуючи роль головного коментатора арени.